# Reprezentacja Słowacji w futsalu mężczyzn
Reprezentacja Słowacji w futsalu – zespół futsalowy, biorący udział w imieniu Słowacji w meczach i sportowych imprezach międzynarodowych, powoływany przez selekcjonera, w którym mogą występować wyłącznie zawodnicy posiadający obywatelstwo słoweńskie. Za jego funkcjonowanie odpowiedzialny jest Slovenský futbalový zväz. Reprezentacja Słowacji nigdy nie zakwalifikowała się na Mistrzostwa Świata i Mistrzostwa Europy.

## Udział w międzynarodowych turniejach
| 1989 | Nie brała udziału, była częścią Czechosłowacji | Nie brała udziału, była częścią Czechosłowacji |
| 1992 | Nie brała udziału, była częścią Czechosłowacji | Nie brała udziału, była częścią Czechosłowacji |
| 1996 | Nie zakwalifikowała się                        | Nie zakwalifikowała się                        |
| 2000 | Nie zakwalifikowała się                        | Nie zakwalifikowała się                        |
| 2004 | Nie zakwalifikowała się                        | Nie zakwalifikowała się                        |
| 2008 | Nie zakwalifikowała się                        | Nie zakwalifikowała się                        |
| 2012 | Nie zakwalifikowała się                        | Nie zakwalifikowała się                        |
| 2016 | Nie zakwalifikowała się                        | Nie zakwalifikowała się                        |

| 1996 | Nie zakwalifikowała się | Nie zakwalifikowała się |
| 1999 | Nie zakwalifikowała się | Nie zakwalifikowała się |
| 2001 | Nie zakwalifikowała się | Nie zakwalifikowała się |
| 2003 | Nie zakwalifikowała się | Nie zakwalifikowała się |
| 2005 | Nie zakwalifikowała się | Nie zakwalifikowała się |
| 2007 | Nie zakwalifikowała się | Nie zakwalifikowała się |
| 2010 | Nie zakwalifikowała się | Nie zakwalifikowała się |
| 2012 | Nie zakwalifikowała się | Nie zakwalifikowała się |
| 2014 | Nie zakwalifikowała się | Nie zakwalifikowała się |
| 2016 | Nie zakwalifikowała się | Nie zakwalifikowała się |
| 2018 |                         |                         |